# 坎下城
坎下城，位于中国广东省汕尾市汕尾市区城内路尾，为汕尾市的一个市、县级文物保护单位，类型为古建筑，公布时间为1995年5月。
坎下城的历史年代为明代。